# Poiana Mare (okręg Prahova)
Poiana Mare – wieś w Rumunii, w okręgu Prahova, w gminie Bătrâni. W 2011 roku liczyła 171 mieszkańców.